# Wavrechain-sous-Denain
Wavrechain-sous-Denain ist eine französische Gemeinde mit 1.606 Einwohnern (Stand: 1. Januar 2022) im Département Nord in der Region Hauts-de-France. Sie gehört zum Arrondissement Valenciennes und zum Kanton Denain.

## Geographie
Wavrechain-sous-Denain liegt etwa acht Kilometer westsüdwestlich von Valenciennes. An der südlichen Gemeindegrenze verläuft die kanalisierte Schelde (frz. Escaut). Umgeben wird Wavrechain-sous-Denain von den Nachbargemeinden Oisy im Norden, Hérin im Nordosten, Rouvignies im Osten, Haulchin im Süden sowie Denain im Westen.

## Bevölkerungsentwicklung
| Jahr                      | 1962 | 1968 | 1975 | 1982 | 1990 | 1999 | 2006 | 2012 |
| Einwohner                 | 1865 | 1956 | 1791 | 1929 | 1797 | 1731 | 1747 | 1616 |
| Quelle: Cassini und INSEE |      |      |      |      |      |      |      |      |

## Sehenswürdigkeiten
- Kirche Saint-Léger

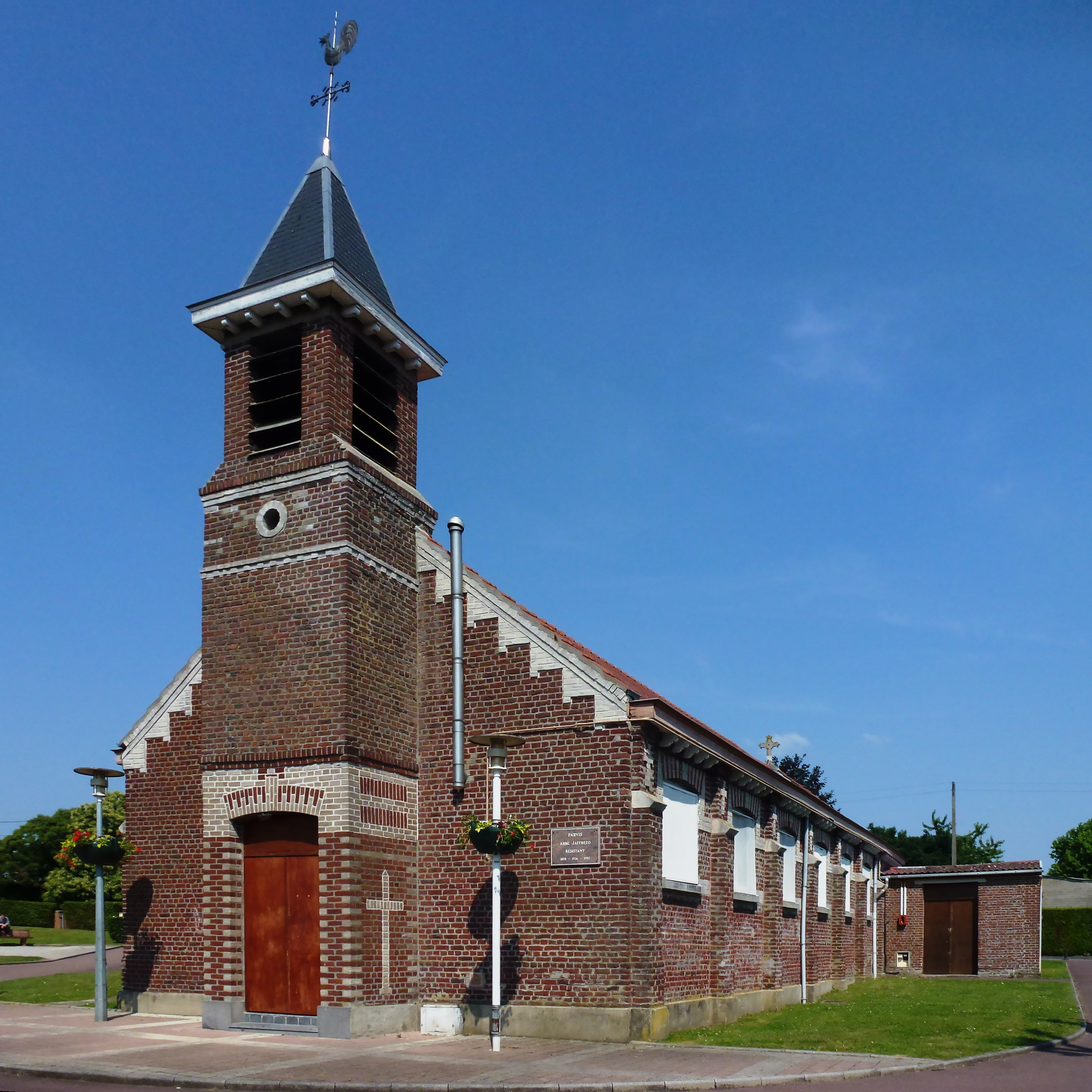
Kirche Saint-Léger

- Kapelle Notre-Dame du mont Carmel, 1839 errichtet, 2004 restauriert